# Hakala (Sänger)
Hakala, eigentlich Nihad Fetić (* 1966 in Zenica, Jugoslawien) ist ein bosnischer Sänger. Seine Lieder werden hauptsächlich aus Bosnien, Kroatien und Serbien stammenden Personen gehört. Hakalas Musikstil ist der Narodna muzika (zu deutsch: Volksmusik) bzw. dem modernen Turbofolk zuzuordnen.

## Leben und Karriere
Der Beginn von Hakalas musikalischer Karriere ist bereits auf das Jahr 1984 zurückzuführen, in dem er der kulturellen Gemeinschaft Ričice aus Zenica beitrat und mit fünf Personen aus demselben Kulturverein eine Band namens ZOV gründete. Als Frontsänger der Gruppe ZOV traten er und seine Bandmitglieder als Amateurgruppe in zahlreichen Restaurants und Diskotheken in Zenica auf, erzielten dabei allerdings keinen großen Erfolg.
Kurz nach Ausbruch des Bosnienkrieges im Jahre 1992 wanderte Fetić zwischenzeitlich nach Deutschland aus. In demselben Jahr noch wurde er exklusiv von der Firma CILEM RECORDS in Augsburg dem Label „HALIX RECORDS“ unter Vertrag genommen und nahm sein erstes Album bei CILEM RECORDS im Tonstudio CILEM Skitnica velegradskih ulica auf, welches 1993 auf den Markt kam und sehr großen Erfolg hatte. Insbesondere die Lieder Skitnica velegradskih ulica, Umri u samoći und Šta ću kad je volim verhalfen ihm zunächst in Bosnien zu großer Popularität und sind auch bis heute zusammen mit dem Lied Kafandžija (1994) seine erfolgreichsten Lieder. Kurze Zeit später wurden seine Lieder auch in Serbien große Hits, was dazu führte, dass einige serbische Musiker diese Lieder selbst erneut aufnahmen, wie etwa Aca Lukas, der auf seinem Album von 1998 das Lied Umri u samoći erneut interpretierte.
Im Jahre 1994 kam unter dem Titel Ja sam te volio Hakalas zweites Album heraus, welches den Erfolg seines ersten Albums bestätigen konnte. Vor allem durch die Lieder Kafandžija und Ja sam te volio konnte er erneut in Bosnien und Serbien große Erfolge verbuchen. Das Lied Kafandžija gilt aufgrund des großen Erfolges seitdem sozusagen als seine „Identitätskarte“.
Bereits ein Jahr später wechselte er zu der Plattenfirma CILEM RECORDS dem Label Sublabel „NIMFA SOUND“ und zog nach Beendigung des Bosnienkrieges zurück nach Zenica, arbeitete dann aber zunächst in Sarajevo, wo er bis 2005 weitere fünf Alben herausbrachte.
2005 wechselte er für ein Jahr zur Plattenfirma VIP Productions nach Bijeljina und nahm dort zwei weitere Alben unter den Titeln 100% („Sto posto“) auf sowie ein weiteres ohne Haupttitelbezeichnung (2007).
Nach der Neugründung der neuen großen Plattenfirma sowie des gleichnamigen bosnischen Senders OTV Valentino wechselte Hakala Mitte 2008 dorthin und steht auch aktuell unter Vertrag bei Valentino Records. Unter Valentino Records hat er zwei Alben aufgenommen: Dar mar (2010) sowie Žaoka (2012).

## Sonstiges
Nihad Fetić ist seit 1991 verheiratet und hat mit seiner Frau drei Töchter.
Hakala hält neben auf dem Westbalkan auch regelmäßig Konzerte in Slowenien, Deutschland, Österreich und der Schweiz, da in den Ländern viele bosnische Migranten vertreten sind, die seine Lieder hören.

## Diskografie

### Alben
- 1993: Skitnica velegradskih ulica
- 1994: Ja sam te volio
- 1996: Kako mi je tako mi je
- 1998: I da krenem iz početka
- 2000: Zalud živim bez tebe
- 2002: Dvadeset i dvije zore
- 2004: Moj grad
- 2005: 100% (To sam ja)
- 2007: Ruka u ruci
- 2009: Hakala
- 2010: Dar mar
- 2012: Žaoka
- 2014: Da sam umro
- 2015: Hakala

### Singles (Auswahl)
- 1996: Sedam Dana
- 2009: Bekrija